# Lijst van antivirussoftware
Dit is een lijst van antivirussoftware.

## Opensourcesoftware
Onderstaande programma's zijn gratis en de broncode wordt ter beschikking gesteld.
- Clam AntiVirus en ClamWin
- OpenAntiVirus (stopgezet)
- Untangle Gateway Platform (serversoftware)

## Propriëtaire software
Onderstaande programma's zijn ofwel gratis of commercieel. De broncode wordt niet beschikbaar gesteld.
- Avast Antivirus
- AOL Active Virus Shield
- Avira
- AVG Anti-Virus
- BitDefender
- BullGuard
- Comodo AntiVirus
- CA Anti-Virus
- Cisco Security Agent
- DriveSentry
- eSafe
- Fortinet FortiClient End Point Security
- F-PROT (Linux, FreeBSD en MS-DOS)
- F-Secure
- G DATA AntiVirus
- Kaspersky Anti-Virus
- LinuxShield
- Malwarebytes' Anti-Malware
- McAfee VirusScan
- nProtect
- NOD32
- Norman ASA
- Norton AntiVirus
- Panda Security
- PC Tools AntiVirus
- Returnil Virtual System Personal Edition
- Rising Antivirus
- Sophos Home
- Spybot - Search & Destroy
- Trend Micro Internet Security
- Vba32 AntiVirus
- Virus Chaser
- Windows Live OneCare (stopgezet)
- ZoneAlarm